# 长角凤仙花
长角凤仙花（学名：[Impatiens longicornuta] 错误：{{Lang}}：文本有斜体标记（帮助））是凤仙花科凤仙花属的植物，是中国的特有植物。分布在中国大陆的湖南等地，生长于海拔1,200米的地区，见于山谷溪流边，目前尚未由人工引种栽培。